# Гельфер Петро Ісайович
Петро Ісайович Гельфер (15 травня 1897, Київ — 29 травня 1978, Київ) — український радянський лікар-уролог, доктор медичних наук (з 1937 року), професор (1939). Заслужений діяч науки УРСР.

## Біографія

Могила Петра Гельфера

Народився 15 травня 1897 року. У 1919 році закінчив Імператорський університет Святого Володимира. Учень професора Олексія Кримова, доцента С. Я. Ратнера. Кандидатська дисертація за темою: «Нефроптоз».
З 1921 року — співробітник Київського медичного інституту. У 1939—1945 роках — завідувач кафедри урології. У 1945—1953 роках — завідувач кафедри урології Київського інституту удосконалення лікарів.
З 1953 року — завідувач урологічного відділення Київської обласної лікарні. З 1969 року до кінця життя — старший науковий співробітник Київського науково-дослідного інституту захворювань нирок та сечовивідних шляхів.
Помер на 82-му році життя 29 травня 1978 року. Похований разом із родиною на Байковому кладовищі (північна частина ділянки № 33, 50°25′3.50″ пн. ш. 30°30′10.55″ сх. д. / 50.4176389° пн. ш. 30.5029306° сх. д.).
Автор близько 100 наукових робіт. Серед учнів Петра Гельфера, зокрема, професор Павло Федорченко, Х. П. Блатной.
Петро Ісайович один із заснвовників (1934) та голова (від 1945) Українського наукового товариства урологів. Вивчав питання нефроптозу, рентґенодіагностики в урології, лікування гнійних інфекцій сечових шляхів, аденоми передміхурової залози.

## Основні праці
- Серологическая проба при опухолях мочевого пузыря // КМ. 1928. Т. 6 (співавтор);
- Гематурия при аденоме простаты // Урология. 1961. № 2;
- Вопросы динамики мочеточника в связи с возникновением пузырно-мочеточникового рефлюкса // Вопр. урологии. 1970. Вып. 4;
- Аденома и рак предстательной железы // Урология и нефрология. 1974. № 1;
- Геронтологические проблемы в урологии // Там само. № 2;
- Значение «атипичных» микробактерий при поражении почек // ПТуб. 1977. № 10 (співавтор).